# Convenção de Modificação Ambiental
Convenção de Modificação Ambiental, (ENMOD) é a Convenção da Organização das Nações Unidas sobre a Proibição do uso de técnicas de manipulação do clima através da tecnologia para fins belicosos e com objetivos militares ou qualquer outro uso hostil.
Foi aberta para assinatura nas Nações Unidas em 18 de maio de 1977 em Genebra, e entrou em vigor em 5 de Outubro de 1978.[carece de fontes?]
A Convenção proíbe a guerra climática, que é a utilização de técnicas de modificação do tempo para efeitos de indução de dano ou destruição.[carece de fontes?]

## Uso para fins de guerra
Na guerra do Vietnã, os Estados Unidos usaram técnicas de modificação ambiental com fins hostis, artificialmente semeando nuvens ao longo da trilha Ho Chi Minh em uma tentativa de tornar a principal rota de abastecimento para os soldados norte-vietnamita infantaria enlameada o bastante para impedir a passagem por elas. 
Em 2009, o CIA estabeleceu o Centro sobre Alterações Climáticas e Segurança Nacional e, em 2015, cientistas americanos expressaram preocupação de que os serviços de inteligência estão a financiar pesquisas sobre mudanças climáticas para saber se as novas tecnologias poderiam ser usados como armas em potencial.

## Ver Também
- Guerra climática
- Manipulação do clima
- Geoengenharia